# 952
سنة 952 م كانت سنة كبيسة تبدأ يوم الخميس (الرابط يظهر نموذج التقويم الكامل للسنة) من التقويم اليولياني.

## وفيات
- أبو سعيد بن الأعرابي.
- قنسطنطين الثاني.